# Fritz Bothmann

Katalogseite der Karussellfabrik Fritz Bothmann um 1890

Fritz Bothmann  (* 5. April 1858 in Gotha; † 25. Dezember 1928 ebenda) war ein deutscher Unternehmer und Gründer der Gothaer Waggonfabrik AG.

## Leben
Als Sohn eines Gutsverwalters wuchs Bothmann in Gotha auf und absolvierte zunächst eine Ausbildung als Schlosser.
Nach Erhalt des Meistersbriefs machte er sich selbstständig. Unterstützt von den Schlossermeistern Nack und Narten eröffnete Bothmann seine Firma Schlosser- und Maschinenbauerei Fritz Bothmann & Comp in der Gothaer Fahnenstraße 11, verschiedene Schiffsteile und transportable Öfen waren die ersten Aufträge. Mit der Herstellung von Karussells begann Bothmann im Juli 1883 und lieferte nach etwa zehnwöchiger Bauzeit sein erstes dampfbetriebenes Schiffskarussell nach Erfurt.
Der expandierende Betrieb bezog 1885 neue Räumlichkeiten auf dem Grundstück der Langensalzaer Straße 24. 1892 brachte der Naumburger Kaufmann Louis Glück (1868–1951) weiteres Kapital in das Unternehmen ein, das nun als Fritz Bothmann & Glück Carussellfabrik firmierte. 1896 entstand ein neues Werk am Schnittpunkt von Kindleber Straße und der Eisenbahnstrecke nach Langensalza. Bereits 1897 begann Bothmann mit dem Bau von Straßenbahnen. 
Zu den bekannten Aufträgen des Unternehmens gehörte 1898 unter anderem die Motorisierung und Erneuerung des 1780 erbauten Wilhelmsbader Karussells.

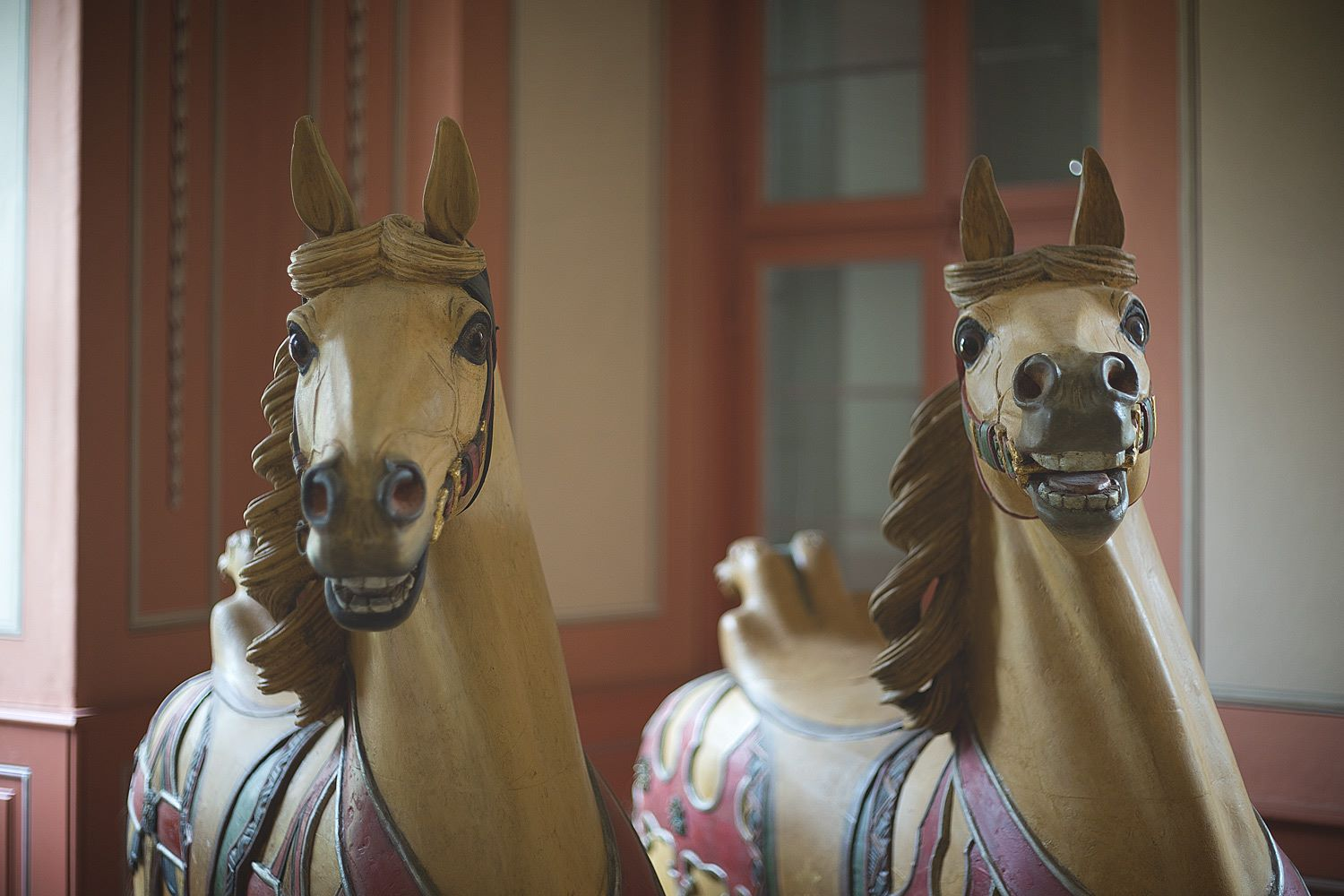
Zwei restaurierte Pferde des Wilhelmsbader Karussells von 1898

Das ständig wachsende Unternehmen wurde im Juli 1898 in die Aktiengesellschaft Waggonbau AG, vormals Fritz Bothmann & Glück umgewandelt. Zum Produktionsprogramm des Unternehmens gehörten neben Fahrgeschäften, Wohn- und Packwagen für Schausteller auch Eisenbahnwaggons und Spezialbahnen. Die Familie Bothmann ließ sich 1899 von dem Gothaer Architekten Richard Klepzig eine Villa auf dem Grundstück Seebachstraße 11 errichten, die im Volksmund scherzhaft als „Karussellkapelle“ bezeichnet wurde.

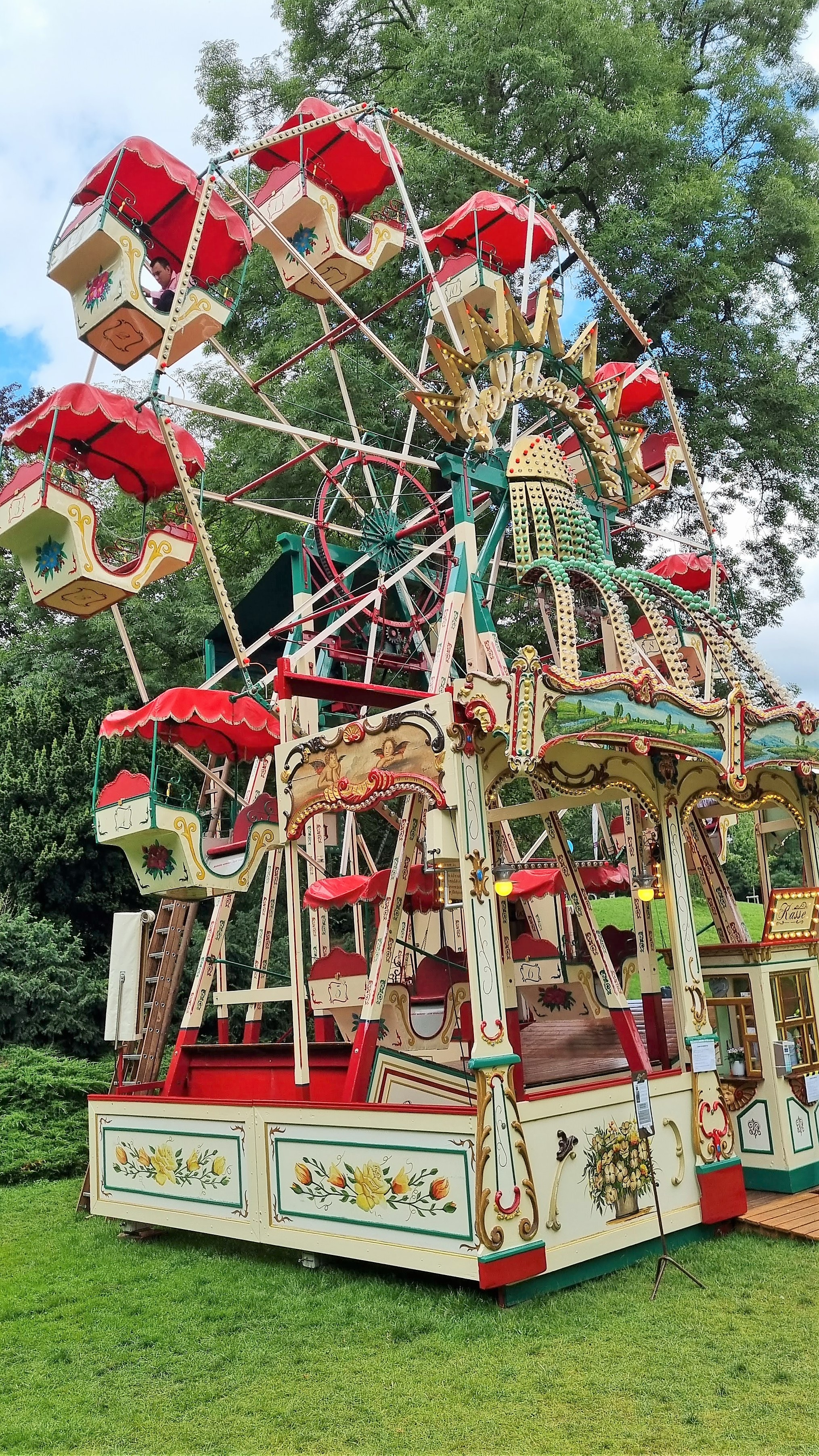
Russische Luftschaukel von Bothmann, Baujahr 1902

Wegen finanzieller Streitigkeiten verließ Bothmann die Waggonfabrik 1903 und gründete in der heutigen Südstraße ein neues Unternehmen, in dem er wieder Waggons und Fahrgeschäfte herstellte.
1912 wurde Bothmann für seine Verdienste um die Wirtschaft Gothas der Ehrentitel Kommerzienrat verliehen.
In der Wirtschaftskrise Ende der 1920er Jahre geriet Bothmanns Unternehmen in finanzielle Schwierigkeiten und wurde im November 1930 zwangsversteigert.
Die Grabstätte der Familie Bothmann befindet sich auf dem Hauptfriedhof Gotha (Fam.-Pl. 294/295, Standort).

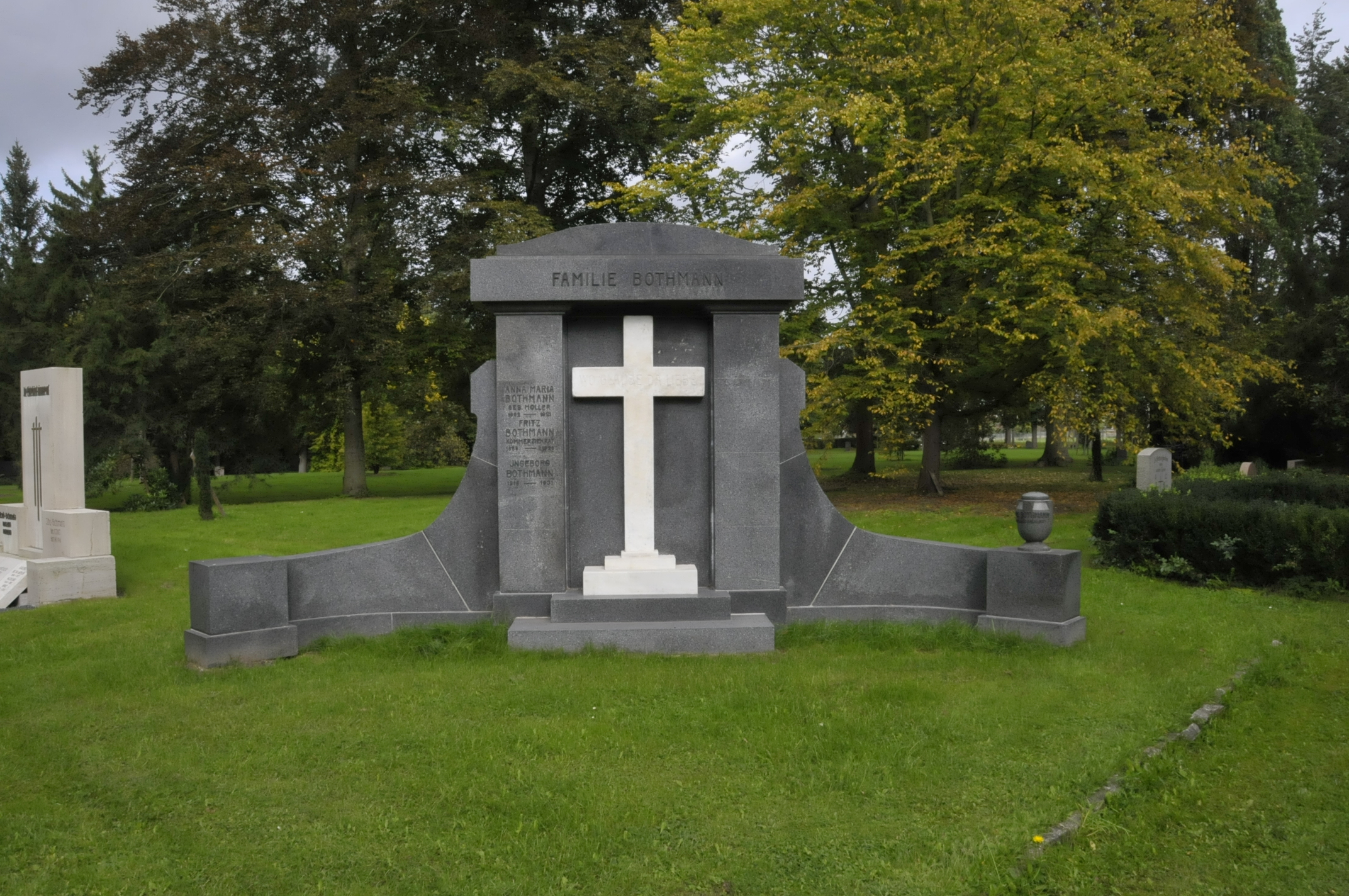
Grabstätte der Familie Bothmann in Gotha